# Pidruda, Terebovlea
Pidruda (în ucraineană Підруда) este un sat în comuna Semîkivți din raionul Terebovlea, regiunea Ternopil, Ucraina.

## Demografie
Componența lingvistică a localității Pidruda
     Ucraineană (100%)
Conform recensământului din 2001, toată populația localității Pidruda era vorbitoare de ucraineană (100%).